# Paweł Fajgielski
Paweł Adam Fajgielski – polski prawnik, doktor habilitowany nauk prawnych, profesor na Katolickim Uniwersytecie Lubelskim Jana Pawła II w Lublinie, specjalista w zakresie prawa ochrony danych osobowych, prawa nowych technologii oraz prawa administracyjnego.

## Kariera naukowa
W 1998 roku na Katolickim Uniwersytecie Lubelskim Jana Pawła II uzyskał tytuł magistra prawa. W tym samym roku został zatrudniony na tejże uczelni, a w 2002 roku na jej Wydziale Prawa, Prawa Kanonicznego i Administracji uzyskał stopień doktora nauk prawnych w zakresie prawa na podstawie rozprawy pt. Prawna ochrona danych osobowych w telekomunikacji, napisanej pod kierunkiem prof. Mariana Zdyba. W 2010 roku ten sam wydział nadał mu stopień doktora habilitowanego nauk prawnych w dyscyplinie prawa na podstawie pracy pt. Kontrola przetwarzania i ochrony danych osobowych. Studium teoretyczno-prawne.
W latach 2013–2014 był przewodniczącym Rady Naukowej Generalnego Inspektora Ochrony Danych Osobowych, zaś w latach 2016–2018 wchodził w skład komisji ekspertów tego organu ds. reformy prawa ochrony danych osobowych w Unii Europejskiej. Od 2019 jest kierownikiem Centrum Prawa Technologii Informacyjnych i Ochrony Danych na Wydziale Prawa, Prawa Kanonicznego i Administracji KUL.

## Wybrane publikacje
- Ochrona danych osobowych w telekomunikacji – aspekty prawne, Lublin 2003.
- Informacja w administracji publicznej. Prawne aspekty gromadzenia, udostępniania i ochrony, Wrocław 2007.
- Kontrola przetwarzania i ochrony danych osobowych. Studium teoretyczno-prawne, Lublin 2008.
- Ogólne rozporządzenie o ochronie danych. Ustawa o ochronie danych osobowych. Komentarz, wydanie I – Warszawa 2018, wydanie II – Warszawa 2022.
- Prawo ochrony danych osobowych. Zarys wykładu, Warszawa 2019.
- Ochrona danych osobowych w administracji publicznej, Warszawa 2021.

Opracowano na podstawie materiału źródłowego.